# 尾叶香茶菜
尾叶香茶菜（学名：Isodon excisus）为唇形科香茶菜属下的一个种。也称野苏子、高丽花、狗日草、龟叶草、野苏子、高丽花、狗日草、龟叶草。